# Championnats d'Asie de tir à l'arc 2023
Navigation
Édition précédente Édition suivante
Les championnats d'Asie de tir à l'arc 2023 sont une compétition sportive de tir à l'arc qui est organisée en 2023 à Bangkok, en Thaïlande. Il s'agit de la 23e édition des championnats d'Asie de tir à l'arc.

## Résultats

### Classique
| Épreuves          | Or                                                | Argent                                                               | Bronze                                                            |
| ----------------- | ------------------------------------------------- | -------------------------------------------------------------------- | ----------------------------------------------------------------- |
| Individuel hommes | Kim Woo-jin                                       | Tang Chih-chun                                                       | Lee Woo-seok                                                      |
| Individuel femmes | Choi Mi-sun                                       | Lim Si-hyeon                                                         | Li Jiaman                                                         |
| Par équipe hommes | Corée du Sud Kim Woo-jin Kim Je-deok Lee Woo-seok | Kazakhstan Ilfat Abdullin Alexandr Yeremenko Dauletkeldi Zhangbyrbay | Indonésie Arif Pangestu Alviyanto Bagas Prastyadi Riau Ega Agatha |
| Par équipe femmes | Corée du Sud An San Choi Mi-sun Lim Si-hyeon      | Chine An Qixuan Hai Ligan Li Jiaman                                  | Inde Ankita Bhakat Bhajan Kaur Tisha Punia                        |
| Par équipe mixte  | Corée du Sud Lim Si-hyeon Lee Woo-seok            | Chine Li Jiaman Qi Xiangshuo                                         | Japon Tomoni Sugimoto Takaharu Furukawa                           |

### À poulie
| Épreuves          | Or                                                            | Argent                                                        | Bronze                                                   |
| ----------------- | ------------------------------------------------------------- | ------------------------------------------------------------- | -------------------------------------------------------- |
| Individuel hommes | Andrey Tyutyun                                                | Kim Jong-ho                                                   | Abhishek Verma                                           |
| Individuel femmes | Parneet Kaur                                                  | Jyothi Surekha Vennam                                         | Huang I-jou                                              |
| Par équipe hommes | Corée du Sud Choi Yong-hee Kim Jong-ho Yang Jae-won           | Kazakhstan Akbarali Karabayev Sergey Khristich Andrey Tyutyun | Inde Priyansh Prathamesh Bhalchandra Fuge Abhishek Verma |
| Par équipe femmes | Inde Parneet Kaur Aditi Gopichand Swami Jyothi Surekha Vennam | Taipei chinois Chen Yi-hsuan Huang I-jou Wang Lu-yun          | Corée du Sud Cho Su-a Oh Yoo-hyun So Chae-won            |
| Par équipe mixte  | Inde Aditi Gopichand Swami Priyansh                           | Thaïlande Kanoknapus Kaewchomphu Nawayut Lertruangsilp        | Corée du Sud So Chae-won Yang Jae-won                    |

### Tableau des médailles
| Rang  | Nation         | Or | Argent | Bronze | Total |
| ----- | -------------- | -- | ------ | ------ | ----- |
| 1     | Corée du Sud   | 6  | 2      | 3      | 11    |
| 2     | Inde           | 3  | 1      | 3      | 7     |
| 3     | Kazakhstan     | 1  | 2      | 0      | 3     |
| 4     | Taipei chinois | 0  | 2      | 1      | 3     |
| 4     | Chine          | 0  | 2      | 1      | 3     |
| 6     | Thaïlande      | 0  | 1      | 0      | 1     |
| 7     | Indonésie      | 0  | 0      | 1      | 1     |
| 7     | Japon          | 0  | 0      | 1      | 1     |
| Total | Total          | 10 | 10     | 10     | 30    |